# 파주 성동리 고분군
성동리 고분군은 대한민국 경기도 파주시 탄현면 법흥리에 있는, 삼국시대의 무덤이다. 2019년 8월 30일 파주시의 향토문화유산 제35호로 지정되었다.

## 지정 사유
성동리 고분군은 신라가 한강유역에 진출하여 현 지역에서 지방통치와 군사방어체계를 설치했던 과정을 보여준다는 점에서 향토문화재로서의 가치가 인정된다.